# Alice Eve
Alice Sophia Eve (Londra, 6 febbraio 1982) è un'attrice britannica.
È nota principalmente per aver interpretato la dottoressa Carol Marcus nel film Into Darkness - Star Trek (2013) e Mary Walker / Typhoid Mary nella seconda stagione della serie televisiva Iron Fist, basata sul personaggio di Pugno d'Acciaio della Marvel Comics.

## Biografia
Nata a Londra, è figlia degli attori Trevor Eve e Sharon Maughan. Ha due fratelli più giovani, Jack e George. Ha frequentato la Bedales School e durante i suoi anni di gavetta ha studiato anche alla Beverly Hills Playhouse. Debutta in varie produzioni televisive, come i film TV Hawking e The Rotters' Club, quest'ultimo basato sul romanzo La banda dei brocchi di Jonathan Coe. Dopo aver debuttato al cinema nel 2004 nel film Stage Beauty, prende parte all'episodio Il mistero del treno azzurro della serie Poirot.
Nel 2006, recita al fianco di James McAvoy ne Il quiz dell'amore, e di Simon Pegg e David Schwimmer in Big Nothing. Nel 2009 si fa notare nel ruolo di un'immigrata australiana alla ricerca della Green Card in Crossing Over, dove è interprete accanto agli attori Ray Liotta e Harrison Ford. Nel 2010 acquista popolarità grazie alla commedia romantica Lei è troppo per me e per il ruolo di Erin, la sensuale tata irlandese delle figlie di Charlotte York, in Sex and the City 2. Nel 2014 è protagonista del film romantico Before We Go, accanto a Chris Evans, che è anche il regista.
Nel 2013 è nel film della cosiddetta Kelvin Timeline del franchise di Star Trek, Into Darkness - Star Trek (Star Trek Into Darkness), diretto da J.J. Abrams, in cui interpreta la dottoressa Carol Marcus, personaggio già apparso nel film del 1982 Star Trek II - L'ira di Khan (Star Trek II: The Wrath of Khan), in cui era interpretato da Bibi Besch e dove aveva avuto una relazione con il capitano James T. Kirk (William Shatner), da cui era nato il figlio David (Merritt Butrick).
Nel 2018 è co-protagonista della seconda stagione della serie televisiva Iron Fist,  basata sul personaggio di Pugno d'Acciaio della Marvel Comics, nella serie interpretato da Finn Jones, e parte del Marvel Cinematic Universe. L'attrice vi interpreta il personaggio di Mary Walker / Typhoid Mary, di cui nella serie vengono esplorate le origini.

## Filmografia

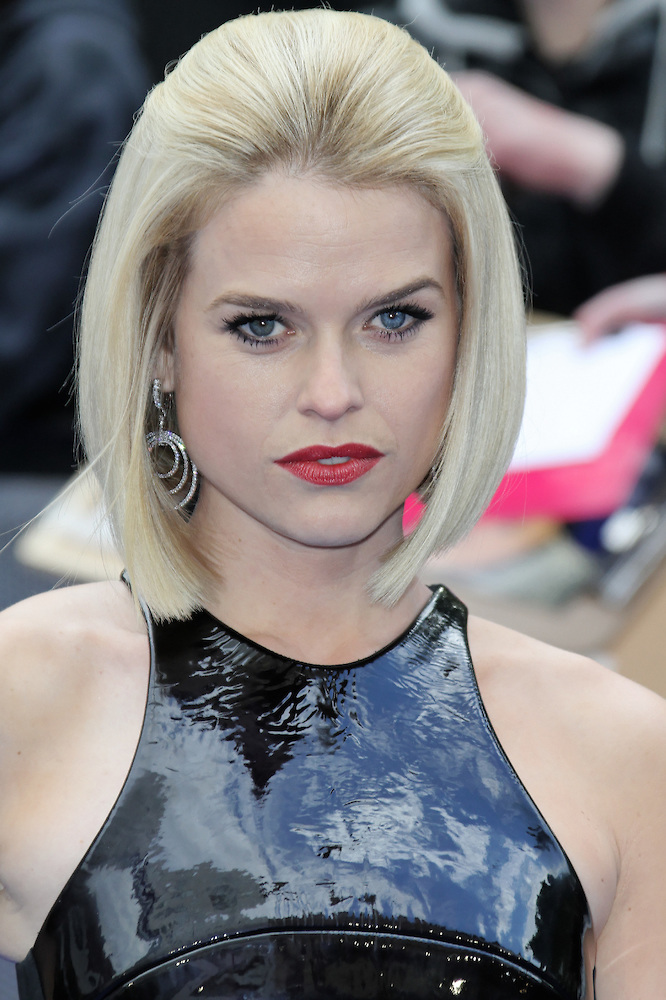
Alice Eve a Londra per la prima di Men in Black 3 nel 2012

### Attrice

#### Cinema
- Stage Beauty, regia di Richard Eyre (2004)
- Il quiz dell'amore (Starter for 10), regia di Tom Vaughan (2006)
- Big Nothing, regia di Jean-Baptiste Andrea (2006)
- The Amazing Trousers, regia di William Felix Clark – cortometraggio (2007)
- Crossing Over, regia di Wayne Kramer (2009)
- Lei è troppo per me (She's Out of My League), regia di Jim Field Smith (2010)
- Sex and the City 2, regia di Michael Patrick King (2010)
- Una sposa in affitto (The Decoy Bride), regia di Sheree Folkson (2011)
- ATM - Trappola mortale (ATM), regia di David Brooks (2012)
- The Raven, regia di James McTeigue (2012)
- Men in Black 3, regia di Barry Sonnenfeld (2012)
- Please, Alfonso, regia di Jake Hoffman – cortometraggio (2012)
- Annie Parker (Decoding Annie Parker), regia di Steven Bernstein (2013)
- Velvet - Il prezzo dell'amore (Some Velvet Morning), regia di Neil LaBute (2014)
- Into Darkness - Star Trek (Star Trek Into Darkness), regia di J. J. Abrams (2013) – Carol Marcus
- Fredda è la notte (Cold Comes the Night), regia di Tze Chun (2013)
- Before We Go, regia di Chris Evans (2014)
- Notte al museo - Il segreto del faraone (Night at the Museum: Secret of the Tomb), regia di Shawn Levy (2014) – non accreditata
- Dirty Weekend, regia di Neil LaBute (2015)
- Entourage, regia di Doug Ellin (2015)
- Lithgow Saint, regia di Jack Eve – cortometraggio (2015)
- Conspiracy - La cospirazione (Misconduct), regia di Shintaro Shimosawa (2016)
- Criminal, regia di Ariel Vromen (2016)
- Bees Make Honey, regia di Jack Eve (2017)
- Tutto ciò che voglio (Please Stand By), regia di Ben Lewin (2017)
- The Stolen, regia di Niall Johnson (2017)
- Untogether, regia di Emma Forrest (2018)
- The Brits Are Coming - La truffa è servita (The Con Is On), regia di James Oakley (2018)
- Replicas, regia di Jeffrey Nachmanoff (2018)
- Pelleas, regia di Josephine Meckseper – cortometraggio (2019)
- Bombshell - La voce dello scandalo (Bombshell), regia di Jay Roach (2019)
- Warning, regia di Agata Alexander (2021)
- La macchina infernale (The Infernal Machine), regia di Andrew Hunt (2022)
- La maledizione della Queen Mary (The Queen Mary), regia di Gary Shore (2023)
- Freelance, regia di Pierre Morel (2023)
- Cult Killer - La vendetta prima di tutto (Cult Killer), regia di Jon Keeyes (2024)
- Take Over, regia di Nick McKinless (2024)

#### Televisione
- Hawking, regia di Philip Martin – film TV (2004)
- The Rotters' Club, regia di Tony Smith – miniserie TV, puntate 1-2-3 (2005)
- Beethoven, regia di Francesca Kemp, Ursula Macfarlane e Damon Thomas – miniserie TV, puntata 1 (2005)
- Poirot (Agatha Christie's Poirot) – serie TV, episodio 10x01 (2005)
- Losing Gemma, regia di Maurice Phillips – miniserie TV, puntate 1-2 (2006)
- Entourage – serie TV, 4 episodi (2011)
- Agatha Christie: Ordeal by Innocence – serie TV, episodi 1x01-1x02-1x03 (2014)
- Black Mirror – serie TV, episodio 3x01 (2016)
- Hannah Royce's Questionable Choices, regia di Matt Tarses – film TV (2017)
- Le due verità (Ordeal by Innocence), regia di Sandra Goldbacher – miniserie TV, puntate 1-2-3 (2018)
- Iron Fist – serie TV, 10 episodi (2018) - Mary Walker / Typhoid Mary
- Belgravia, regia di John Alexander – miniserie TV, 6 puntate (2020)
- The Lovers, regia di Justin Martin – miniserie TV, 5 puntate (2023)
- Belgravia: The Next Chapter, regia di John Alexander, Paul Wilmshurst e Marisol Adler – miniserie TV, puntate 1-2-7 (2024)

#### Videoclip
- Paul McCartney – Queenie Eye, regia di Simon Aboud (2013)
- Rixton – Hotel Ceiling, regia di Clarence Fuller (2015)

### Doppiatrice
- Robot Chicken – serie animata, episodio 9x16 (2018) - Jane Porter

### Produttrice
- Death of a Farmer, regia di Jack Eve (2014)
- Ladylike, regia di Alice Eve - cortometraggio (2017)
- Bees Make Honey, regia di Jack Eve (2017)

### Regista
- Ladylike - cortometraggio (2017)

### Sceneggiatrice
- Ladylike, regia di Alice Eve - cortometraggio (2017)

## Teatro
- Rock 'n' Roll, regia di Trevor Nunn, Bernard B. Jacobs Theatre di New York (2007-2008)

## Discografia

### Audiolibri
- 2013 - Alan Dean Foster Star Trek Into Darkness

## Riconoscimenti
- Newport Beach Film Festival
  - 2020 - Artist of Distinction per Bombshell - La voce dello scandalo

## Doppiatrici italiane
Nelle versioni in italiano delle opere in cui ha recitato, Alice Eve è stata doppiata da:
- Domitilla D'Amico in Il quiz dell'amore, Crossing Over, ATM - Trappola mortale, The Raven, Into Darkness - Star Trek, Fredda è la notte, Velvet - Il prezzo dell'amore, Conspiracy - La cospirazione, Le due verità
- Myriam Catania in Lei è troppo per me, Una sposa in affitto, Notte al museo - Il segreto del faraone, Belgravia, The Lovers, Belgravia: The Next Chapter
- Valentina Mari in Men in Black 3, Before We Go, Marvel's Iron Fist
- Francesca Manicone in Criminal, Tutto ciò che voglio
- Eleonora Reti in Replicas, La macchina infernale
- Jolanda Granato in Annie Parker
- Jessica Bologna in Black Mirror
- Eleonora De Angelis in La maledizione della Queen Mary
- Beatrice Caggiula in Cult Killer